# Élections municipales maliennes de 2004
Les élections communales ont eu lieu au Mali le 30 mai 2004. Ces premières élections communales organisées simultanément sur l’ensemble du territoire malien ont permis le renouvellement des conseils communaux des 703 communes élus en 1998 et 1999. À l’issue du scrutin, l’Alliance pour la démocratie au Mali-Parti africain pour la solidarité et la justice confirme sa suprématie, suivie par l’Union pour la république et la démocratie et le Rassemblement pour le Mali.

## Contextes
Ces élections ont permis de renouveler les conseils communaux élus en 1998 pour les 19 communes existant avant la loi de 1996, ceux élus en 1999 (les 682 communes créées par la loi 4 novembre 1996) ainsi que les conseils communaux des communes créées en 2002, Intadjedite et Alata, élus respectivement en décembre 2001 et janvier 2002. La loi du 24 décembre 2003 a harmonisé les mandats locaux en remplaçant temporairement les conseils municipaux par des délégations spéciales pour les 19 premières communes et en écourtant les mandats des 684 autres communes.
Les élections étaient initialement prévues le 25 avril 2004 et ont été repoussées en raison notamment du retard dans la mise en place de la Commission électorale nationale indépendante (Ceni) chargée de veiller au bon déroulement du scrutin.

## Organisation du scrutin
Dans chaque commune, un conseil communal est élu au suffrage universel direct pour un mandat de cinq ans.
Tout Malien ou Malienne âgé de 21 ans au moins peut être candidat. Il s’agit d’un scrutin de liste. Chaque liste doit comporter un nombre de candidats égal au nombre de sièges à pourvoir.
Les sièges sont répartis proportionnellement entre les listes ayant obtenu au moins 5 % des suffrages exprimés.

## Candidatures
Pour ces élections communales, 4 268 candidatures ont été déposées dont 217 ont été rejetées. Les listes ont été présentées par des partis politiques (58), des groupements de partis politiques (334) ou des indépendants (388).

## Résultats
L’Alliance pour la démocratie au Mali-Parti africain pour la solidarité et la justice arrive largement en tête avec 3 332 élus soit environ 30 %, suivi par l’Union pour la république et la démocratie et le Rassemblement pour le Mali qui obtiennent chacun environ 15 % des sièges à pourvoir. Les candidats indépendants obtiennent 1 003 élus, soit environ 9 % des 10777 sièges à pourvoir.
| Parti politique                                                                     | Sigle       | Sièges |
| ----------------------------------------------------------------------------------- | ----------- | ------ |
| Alliance pour la démocratie au Mali-Parti africain pour la solidarité et la justice | Adéma-Pasj  | 3 332  |
| Union pour la république et la démocratie                                           | URD         | 1 623  |
| Rassemblement pour le Mali                                                          | RPM         | 1 589  |
| Parti pour la renaissance nationale                                                 | Paréna      | 599    |
| Congrès national d’initiative démocratique                                          | Cnid        | 525    |
| Mouvement patriotique pour le renouveau                                             | MPR         | 444    |
| Union pour la démocratie et le développement                                        | UDD         | 337    |
| Union soudanaise-Rassemblement démocratique africain                                | US-RDA      | 211    |
| Bloc pour la démocratie et l'intégration africaine                                  | BDIA        | 187    |
| Convention sociale démocrate                                                        | CDS         | 157    |
| Rassemblement national pour la démocratie                                           | RND         | 154    |
| Mouvement pour l'indépendance, la renaissance et l'intégration africaine            | Miria       | 124    |
| Solidarité africaine pour la démocratie et l'indépendance                           | Sadi        | 92     |
| Parti de la solidarité et du progrès                                                | PSP         | 87     |
| Parti pour la démocratie et le renouveau                                            | PDR         | 67     |
| Parti de l'indépendance, de la démocratie et de la solidarité                       | PIDS        | 32     |
| Parti d’alliance pour la renaissance, l’intégration et solidarité africaine         | Parisa      | 26     |
| Bloc des alternances pour le renouveau, l'intégration et la coopération africaine   | Barica      | 25     |
| Bloc des alternatives pour le renouveau africain                                    | Bara        | 21     |
| Convention Nationale pour la Démocratie                                             | CND         | 18     |
| Rassemblement pour la démocratie du travail                                         | RDT         | 17     |
| Parti pour l’unité, la démocratie et le progrès                                     | PUDP        | 15     |
| Union des forces démocratiques                                                      | UFD         | 12     |
| Rassemblement pour le développement et la solidarité                                | RDS         | 9      |
| Union des maliens pour le progrès                                                   | UMP         | 9      |
| Rassemblement malien pour le travail                                                | Ramat       | 8      |
| Convention parti du peuple                                                          | Copp        | 7      |
| Parti démocratique pour la justice                                                  | PDJ         | 7      |
| Parti pour la démocratie et le progrès                                              | PDP         | 7      |
| Parti progressiste populaire                                                        | PPP         | 7      |
| Union des forces démocratiques pour le progrès                                      | UFDP        | 7      |
| Front africain pour la mobilisation et l’alternance                                 | Fama        | 5      |
| Mouvement des Populations Libre, Unies et Solidaires                                | MPlus-Ramat | 4      |
| Union pour la démocratie et la république                                           | UDR         | 3      |
| Mouvement populaire pour la démocratie directe                                      | MPDD        | 2      |
| Rassemblement pour la démocratie et le progrès                                      | RDP         | 2      |
| Congrès africain pour la démocratie, le développement et l’intégration              | Caddi       | 1      |
| Rassemblement des républicains                                                      | RDR         | 1      |
| Indépendants                                                                        |             | 100 3  |